# Saint-Étienne-de-Chomeil
Saint-Étienne-de-Chomeil is een gemeente in het Franse departement Cantal (regio Auvergne-Rhône-Alpes) en telt 228 inwoners (2004). De plaats maakt deel uit van het arrondissement Mauriac.

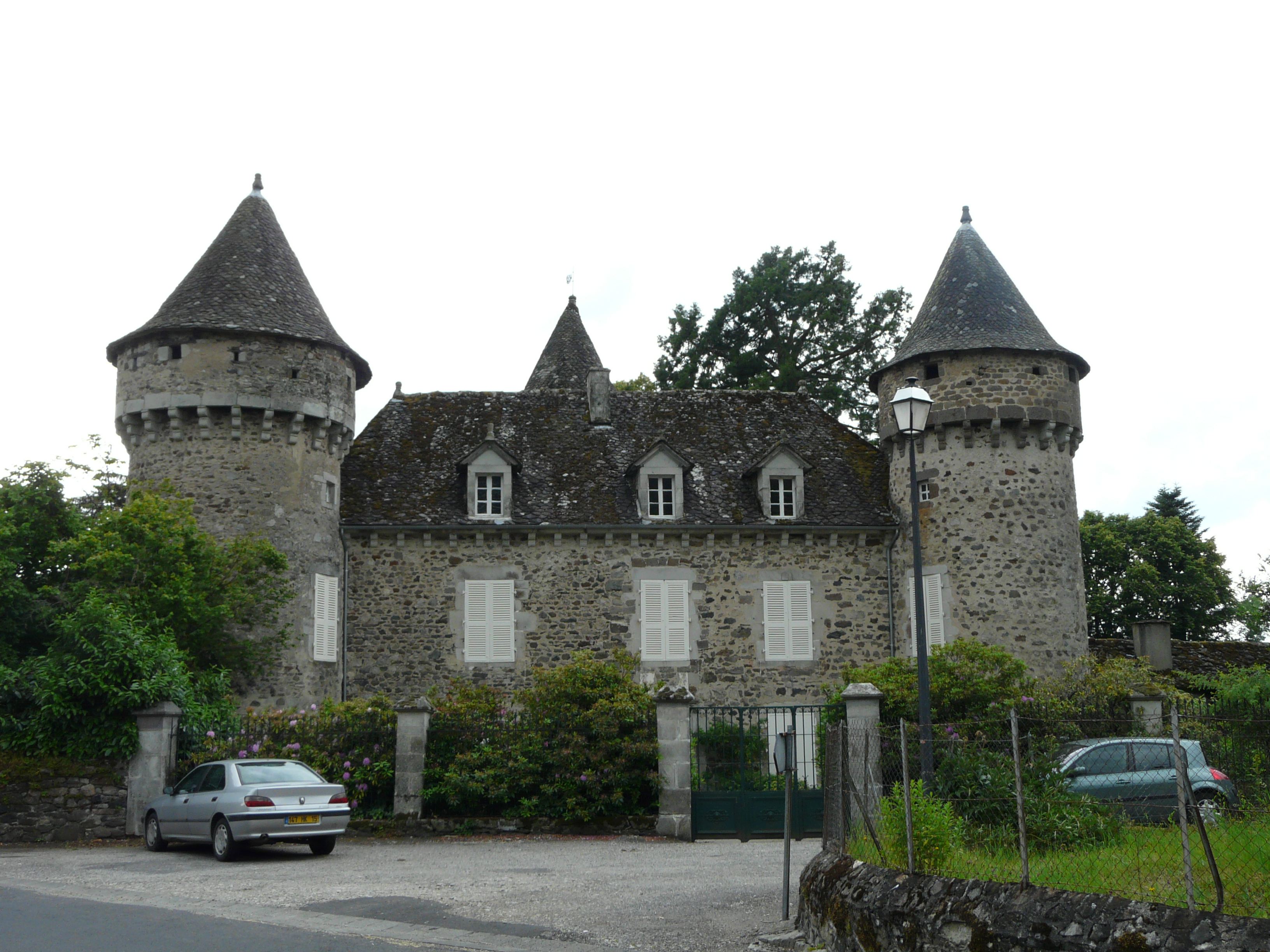
Kasteel van Saint-Étienne-de-Chomeil
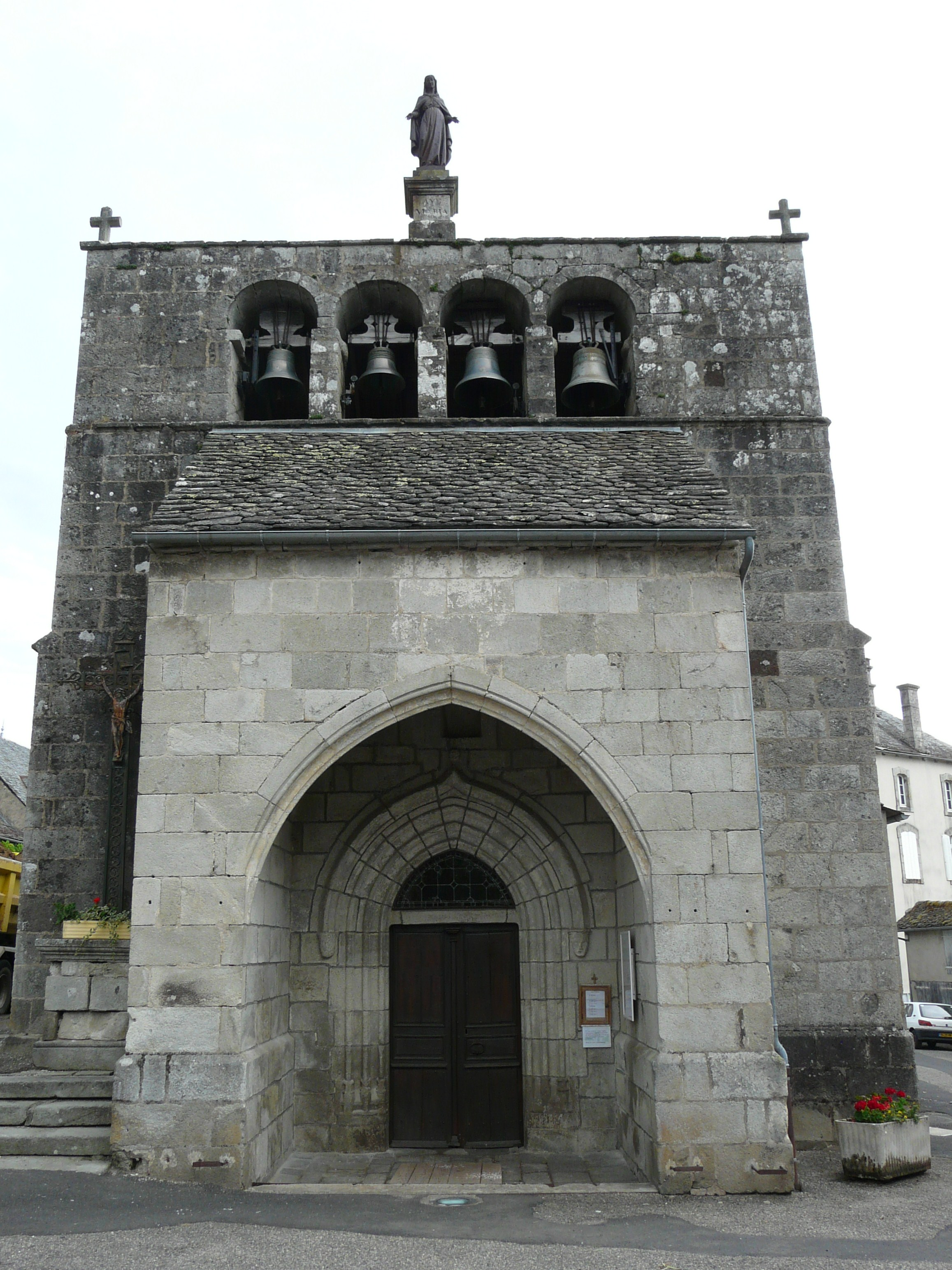
Kerk van Saint-Étienne-de-Chomeil
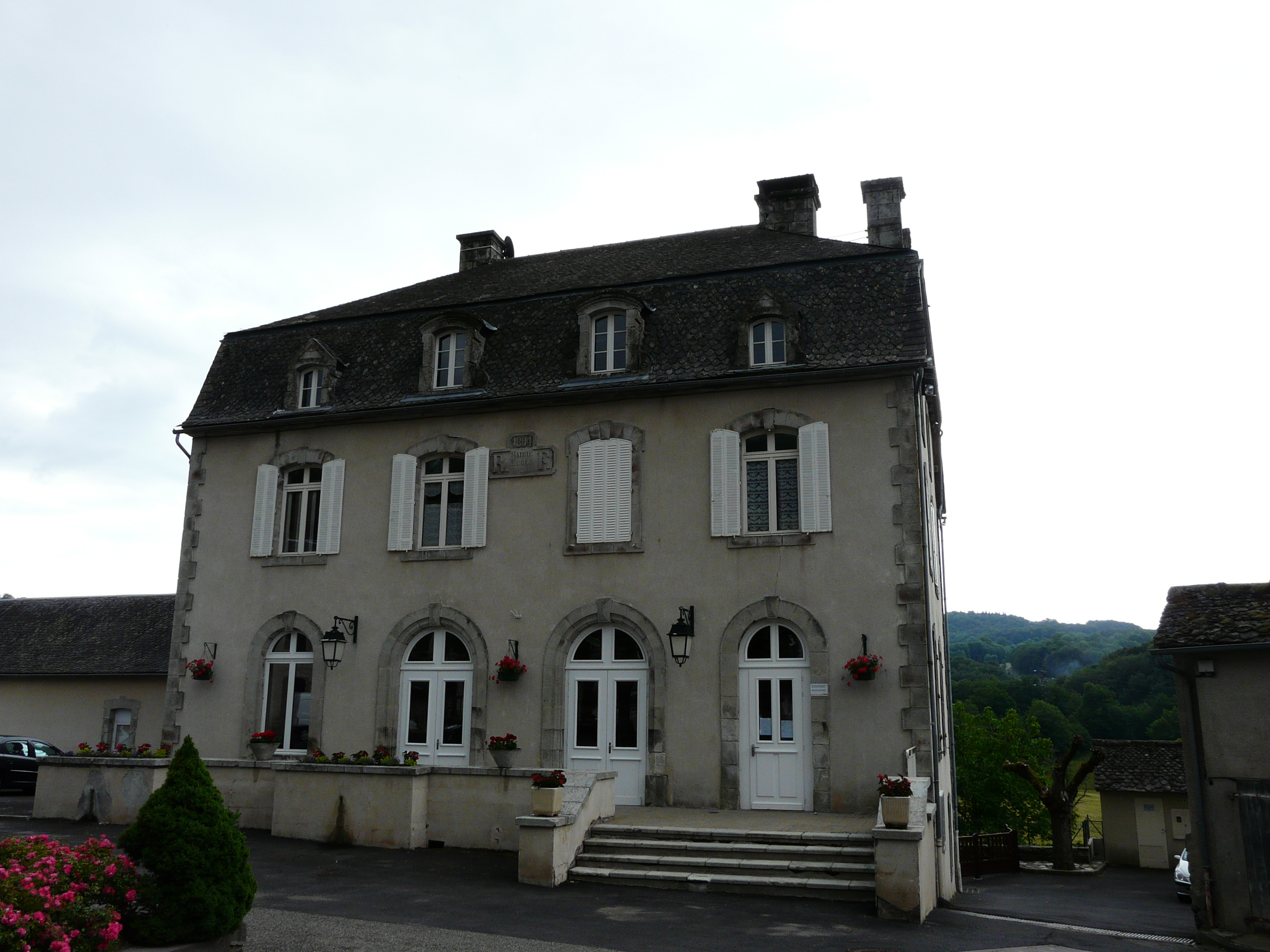
Gemeentehuis/school

## Geografie
De oppervlakte van Saint-Étienne-de-Chomeil bedraagt 28,2 km², de bevolkingsdichtheid is 8,1 inwoners per km².
De onderstaande kaart toont de ligging van Saint-Étienne-de-Chomeil met de belangrijkste infrastructuur en aangrenzende gemeenten.

## Demografie
Onderstaande figuur toont het verloop van het inwonertal (bron: INSEE-tellingen).

Vanwege een beveiligingsprobleem met de MediaWiki Graph-software is het momenteel niet mogelijk deze grafiek weer te geven. Zodra de software is bijgewerkt zal de grafiek vanzelf weer zichtbaar worden.